# Frontière entre la France et l'Italie
La frontière entre la France et l'Italie est la frontière terrestre et maritime séparant ces deux États membres de l'Union européenne. Il s'agit de l'une des frontières intérieures de l'espace Schengen.

## Caractéristiques

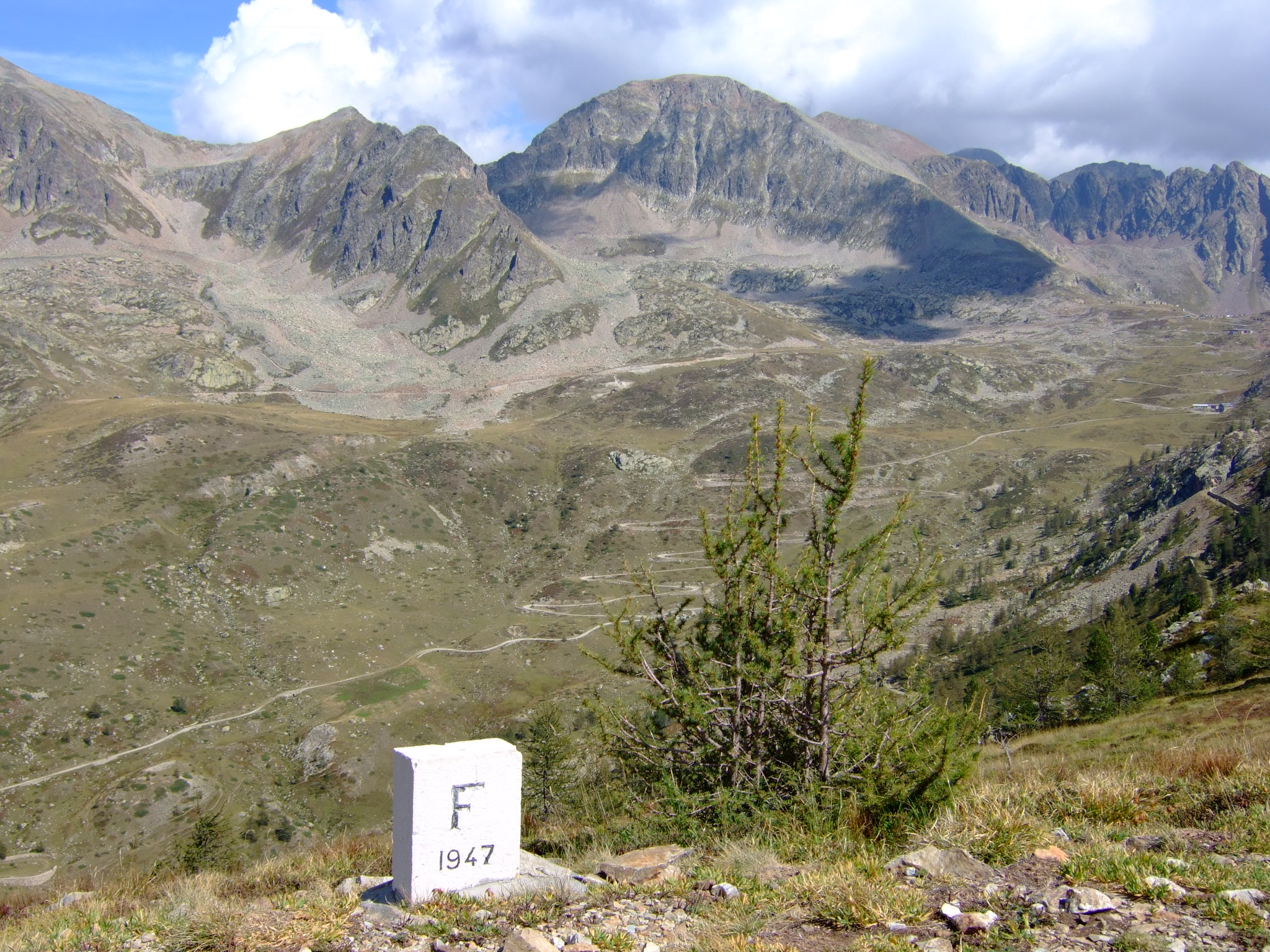
Borne de la frontière, vue du côté français dans les Alpes-Maritimes.

La frontière franco-italienne s'étend sur 515 km, au sud-est de la France et au nord-ouest de l'Italie.
Elle débute au nord par le tripoint constitué avec les frontières franco-suisse et italo-suisse (45° 55′ 23″ N, 7° 02′ 40″ E), sur la crête ouest du mont Dolent (3 819 m d'altitude), dans la commune française de Chamonix-Mont-Blanc (département de la Haute-Savoie), la commune italienne de Courmayeur (Vallée d'Aoste) et la commune suisse d'Orsières (canton du Valais).
La frontière suit ensuite une direction générale vers le sud, jusqu'à la mer Méditerranée, qu'elle atteint entre Menton en France et Vintimille en Italie. Cette frontière suit en grande partie la ligne de partage des eaux entre versants français (notamment le bassin du Rhône) et italiens (notamment le bassin du Pô). Cependant, en quelques endroits, ce principe n'est pas respecté, généralement en faveur de la France qui déborde ainsi dans la région géographique d'Italie :
- selon la France, les dômes de glace formant les sommets du mont Blanc et du dôme du Goûter ainsi que le col du Géant sont situés en intégralité en France, la frontière étant positionnée à la limite des rochers en contrebas sur le versant italien ; cette situation est contestée par l'Italie ;
- le sommet du glacier de Rhêmes-Golette au pied de la Granta Parey se trouve en Italie ;
- le col de la Resta est situé intégralement en Italie, la frontière faisant un écart en arc de cercle sur le versant français ;
- à partir du mont Tour à l'est jusqu'au col Clapier à l'ouest, la partie amont du val Cenise sur le versant italien du massif du Mont-Cenis se trouve en France, incluant le col du Mont-Cenis, le col du Petit Mont-Cenis, le barrage et le lac du Mont-Cenis ainsi que la moitié occidentale du lac de la Vecchia au pied du mont Giusalet ;
- la moitié amont de la vallée Étroite, y compris une partie des versants orientaux de la pointe des Quatre Sœurs et des rochers de la Sueur ainsi que l'adret du mont Thabor, se trouve en France ;
- de la pointe des Rochers Charniers au nord au Grand Charvia au sud, le versant italien du col de Montgenèvre se trouve en France, incluant le vallon des Baisses, le mont Chaberton et le cours supérieur de la Piccola Dora ;
- une petite langue de terre bornée située sur la crête de Rossignol sous la cime de Saurel se trouve en France ;
- quelques arpents sur la crête du Souré et le col de Chabaud sous la cime de Fournier se trouvent en Italie ou en France en raison du tracé rectiligne de la frontière dans ce secteur ;
- une partie du versant sud de la Mait d'Amunt au-dessus du col d'Urine se trouve en France ;
- quelques arpents au col de Larche se trouvent en Italie ou en France en raison du tracé rectiligne de la frontière dans ce secteur ;
- le secteur des lacs de Colle Longue entre la cime de Colle Longue et la tête de l'Autaret se trouve en France ;
- une partie du versant nord de la tête Rougnouse de la Guercha se trouve en France ;
- une partie du versant est de la cime Moravachère se trouve en France ;
- dans le secteur de la vallée de la Roya, de nombreux sommets, crêtes et petits versants se trouvent en France :
  - le secteur des lacs du Sabion sous le col du Sabion ;
  - une partie du versant nord de la ligne de crête entre la roche de l'Abisse et la cime du Bec, incluant en totalité le fort de Giaure, la cime de Salante, le fort Pernante, le fort Central et la cime du Bec Roux ;
  - quelques arpents au col de la Boaïra sous la cime du Coin ;
  - quelques arpents au niveau du mont de Carsène ;
  - une partie du versant nord entre la cime de la Galine et le col des Seigneurs ;
  - quelques arpents du versant est entre le col des Seigneurs et la cime de Pertègue ;
  - la ligne de crête entre la Colla Rossa et la cime Missoun ;
  - le sommet de la cime Ventose ;
  - le versant nord-est du sommet du mont Saccarel ;
  - une petite partie du versant sud-est du mont de Colle Ardente ;
  - le sommet de la tête de la Nava ;
  - le versant oriental de la cime de Marta ;
  - quelques petits sommets sans nom dans les environs du mont Cériane ;
  - le sommet de la cime de la Valette ;
  - quelques arpents du versant est sous le sommet du mont Peïrevieille ;
  - le sommet du mont Baus ;
  - le sommet du mont Léga ;
  - quelques arpents du versant sud du mont Scarassan ;
  - le sommet du mont Battolino ;
  - le sommet de la Rocca Campana ;
  - les versants sud et est entre le mont Cimonasso et la roche Fourquin, incluant le versant est de l'Arpette ;
  - la ligne de crête de Colle Séqure ;
- entre la crête de Colle Segure et le mont Mulacié, les parties basses de la vallée de la Roya à partir Fanghetto, du vallon du Tron et de la vallée de la Bévéra à partir d'Olivetta se trouvent en Italie ;
- la rive droite du Rio San Luigi entre la cime de la Giraude et la mer Méditerranée se trouve en France.

La frontière sépare trois régions (Vallée d'Aoste, Piémont et Ligurie) et quatre provinces italiennes (Aoste, Turin, Coni et Imperia) de deux régions (Auvergne-Rhône-Alpes et Provence-Alpes-Côte d'Azur) et cinq départements français (Haute-Savoie, Savoie, Hautes-Alpes, Alpes-de-Haute-Provence, et Alpes-Maritimes).

### Frontière maritime
La frontière maritime en mer Méditerranée est plus complexe du fait de la présence de la Corse dans la mer de Ligurie dont le littoral est italien. Une frontière sépare donc la Corse avec la péninsule italienne au travers du canal de Corse mais aussi la Sardaigne au travers des bouches de Bonifacio. Un accord ratifié par la France en mars 2015 définit les zones de souveraineté ; l'accord n'a pas été ratifié par le Parlement italien.

## Passages

### Passages routiers
La frontière franco-italienne est montagneuse. Les points de passage routier entre les deux pays sont rassemblés dans cette liste exhaustive (les routes sont listées du nord au sud) :
| N° | Passage                    | Altitude (m) |
| -- | -------------------------- | ------------ |
| 1  | Tunnel du Mont-Blanc       | 1 381        |
| 2  | Col du Petit-Saint-Bernard | 2 188        |
| 3  | Col du Mont-Cenis          | 2 085        |
| 4  | Tunnel du Fréjus           | 1 297        |
| 5  | Col de l'Échelle           | 1 762        |
| 6  | Col de Montgenèvre         | 1 850        |
| 7  | Col Agnel                  | 2 744        |
| 8  | Col de Larche              | 1 991        |
| 9  | Col de la Lombarde         | 2 347        |
| 10 | Col de Tende               | 1 871        |
| 11 | Tunnel de Tende            | 1 270        |
| 12 | Baisse de Sanson           | 1 706        |
| 13 | Vallée de la Roya          | 220          |
| 14 | Col de Vescavo             | 477          |
| 15 | Tunnel de la Giraude (A8)  | 220          |
| 16 | Route Menton - Vintimille  | 4            |

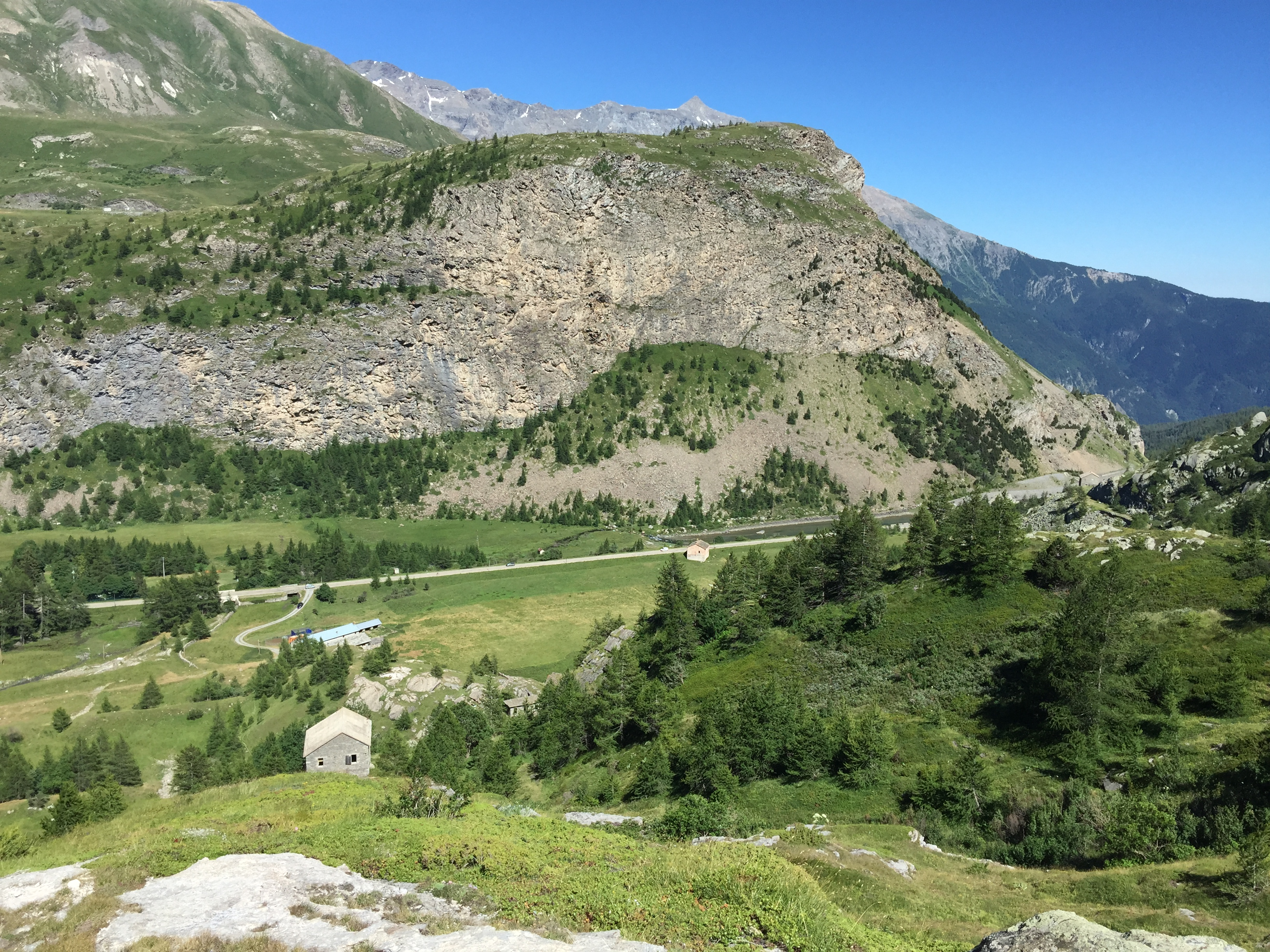
Conséquence du traité de Paris, c'est désormais la fin du plateau de Saint Nicolas qui délimite la frontière franco-italienne 10 km après le col du Mont-Cenis.

Certains de ces cols sont fermés à la circulation durant l'hiver, chaque année ; c'est par exemple le cas du col du Mont-Cenis, du col de l’Échelle ou du col Agnel.

### Liaisons ferroviaires
Du fait du caractère montagneux de la frontière franco-italienne, il n'existe que trois liaisons ferroviaires internationales : Modane - Bardonnèche, Coni - Vintimille par Tende et Marseille - Vintimille. Le tableau ci-dessous liste tous les passages ferroviaires entre les deux pays, du nord au sud.
| N° | Passage                | Altitude (m) | Ligne de chemin de fer                                     |
| -- | ---------------------- | ------------ | ---------------------------------------------------------- |
| 1  | Tunnel du Mont-Cenis   | 1 123        | Ligne de la Maurienne ( France), Ligne du Fréjus ( Italie) |
| 2  | Tunnel du col de Tende | 1 032        | Ligne de Coni à Vintimille                                 |
| 3  | Vallée de la Roya      | 176          | Ligne de Coni à Vintimille                                 |
| 4  | Menton                 | 20           | Ligne de Marseille à Vintimille                            |

## Historique

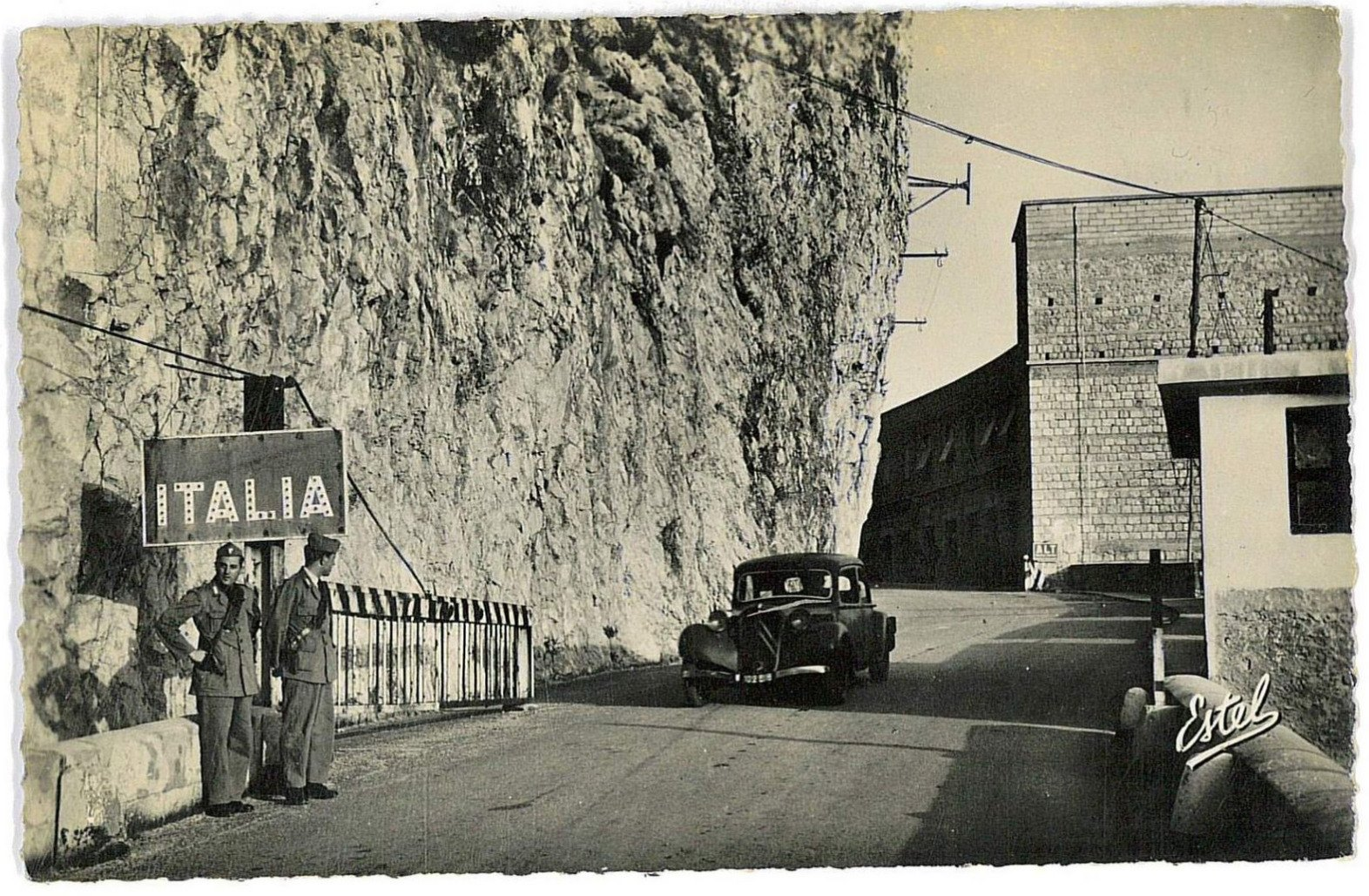
Frontière entre la France et l'Italie près de Menton en 1940.

La frontière entre les deux pays remonte à celle séparant le royaume de Sardaigne et la France pendant le XIXe siècle. En 1860, le traité de Turin rattache la Savoie et le comté de Nice à la France ; la précision de la frontière entre l'Empire français et le royaume de Sardaigne est effectuée l'année suivante.
Lors de la Seconde Guerre mondiale, l'Italie revendique et administre une zone d'occupation à la date de l’armistice du 24 juin 1940 (armistice franco-italien signé à la villa Incisa près de Rome), puis étendue à partir du 11 novembre 1942. Les Allemands occupent la zone italienne à partir de 1943, et le territoire est finalement libéré par la France entre 1944 et la fin avril 1945.

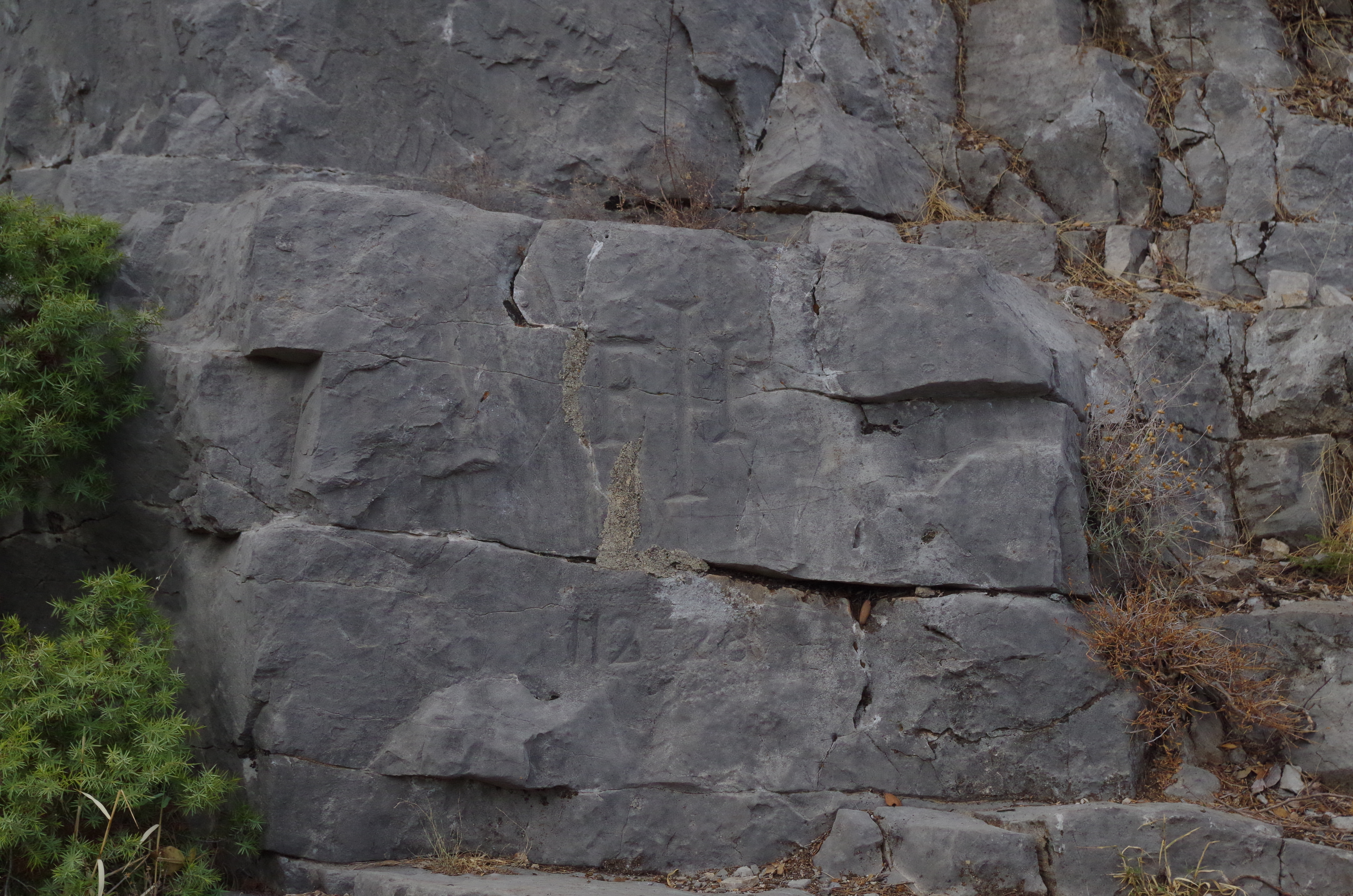
Inscription signalant l'ancienne frontière entre la France et l'Italie avant le traité de Paris (actuel GR 510, à la limite entre le territoire de Piène-Haute (commune de Breil-sur-Roya) et celui de Sospel)

La frontière est modifiée au traité de Paris en 1947, lorsque la France annexe notamment Tende et La Brigue. Cette annexion est approuvée par référendum local à une large majorité.

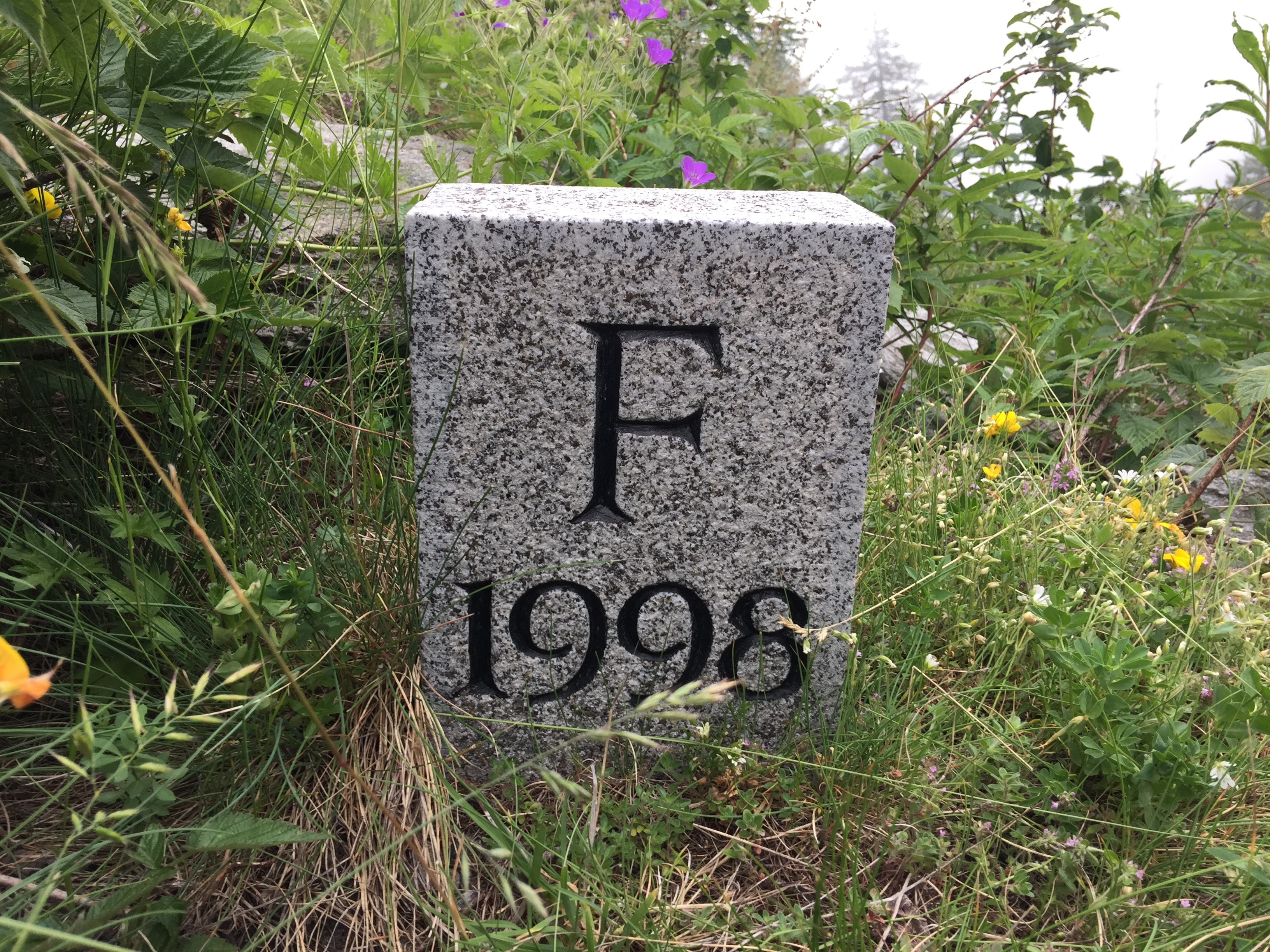
Borne franco-italienne dans la région du Mont-Cenis au pied du Mont Giusalet sur le versant italien

Depuis 1947, des solutions variées ont été apportées à quelques points qui restaient en litige :
- dans trois secteurs litigieux, l'abornement a été effectué avec retard, à la suite d'un accord informel entre les deux États concernés :
  - en 1962 ont ainsi été abornés le secteur du Clos des Morts, au nord-est du mont Chaberton, et les abords immédiats d'Olivetta San Michele ;
  - en 1989 seulement a été aborné le secteur des lacs de Colle Longue, qui font partie aujourd'hui de la commune française d'Isola bien qu'ils se situent sur le versant oriental de la chaîne alpine ;
- dans le secteur du Mont-Cenis, un litige concernant une surface très réduite (un chemin et deux alpages) est réglé par un échange de lettres datées du 28 avril 1964, qui ne prétend être qu'« interprétatif » du traité de Paris ;
- enfin à Clavières, on procède à une rectification de frontière en bonne et due forme, par échange de lettres datées du 28 septembre 1967, mais dont les formalités d'entrée en vigueur sont différées jusqu'en 1973 (l'abornement étant effectué en 1975)[11],[12].

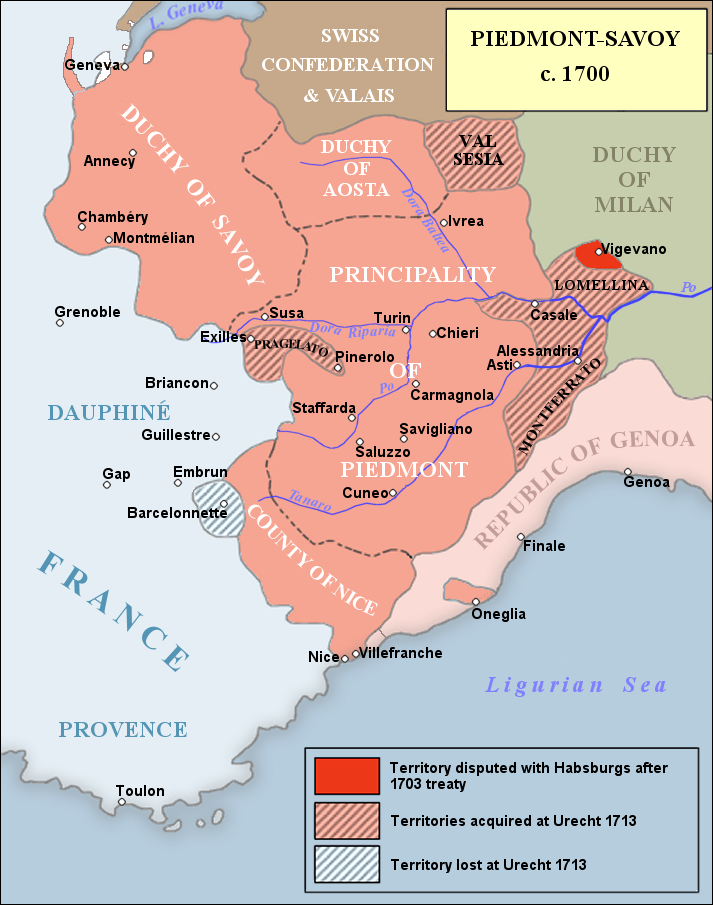
Frontière entre la France et la Savoie en 1700.
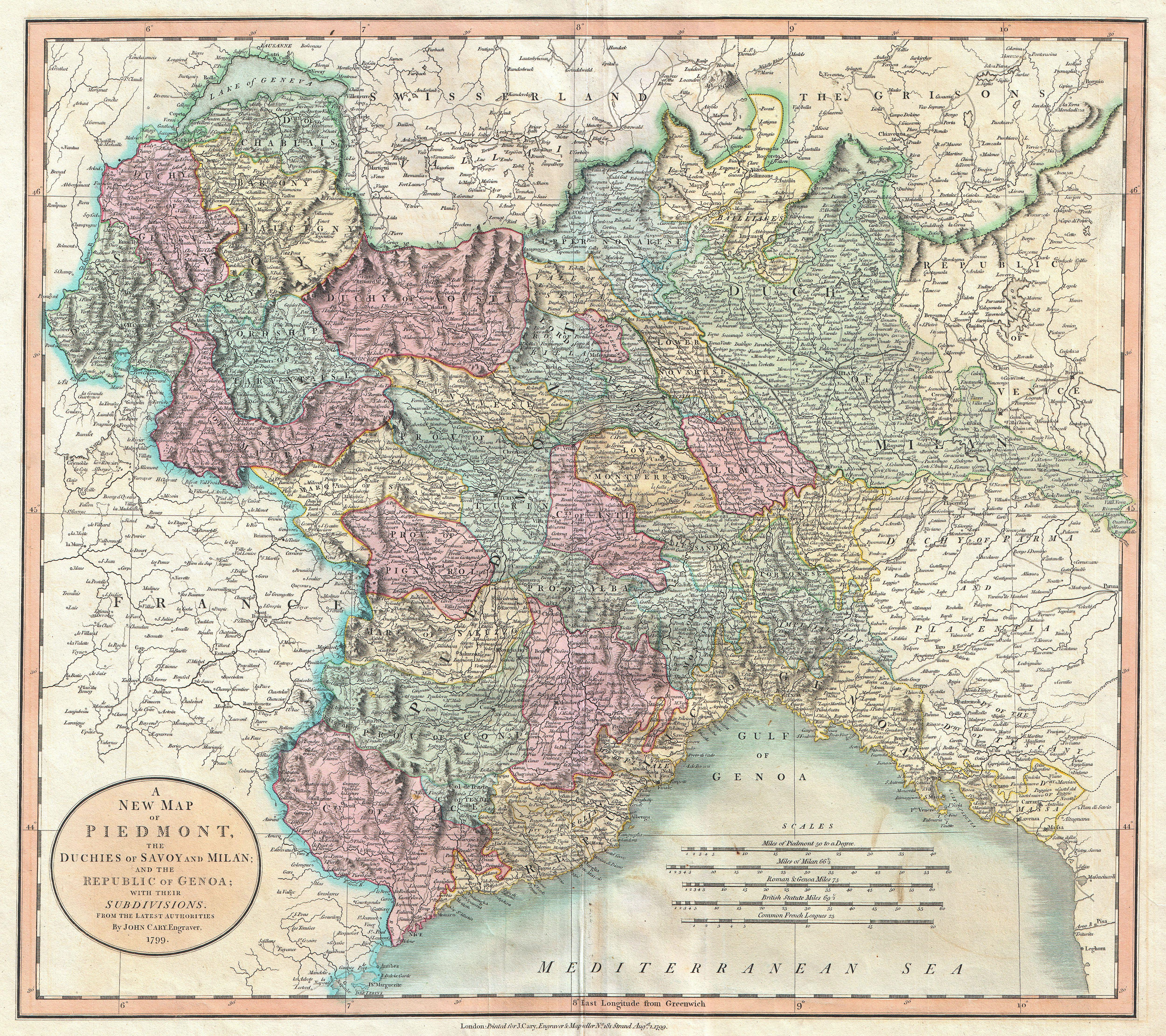
Carte anglaise représentant les Régions du Nord Ouest de l'Italie (Royaume de Sardaigne, Duché de Milan, République de Gênes) et la frontière avec la France à la fin du XVIIIe siècle.
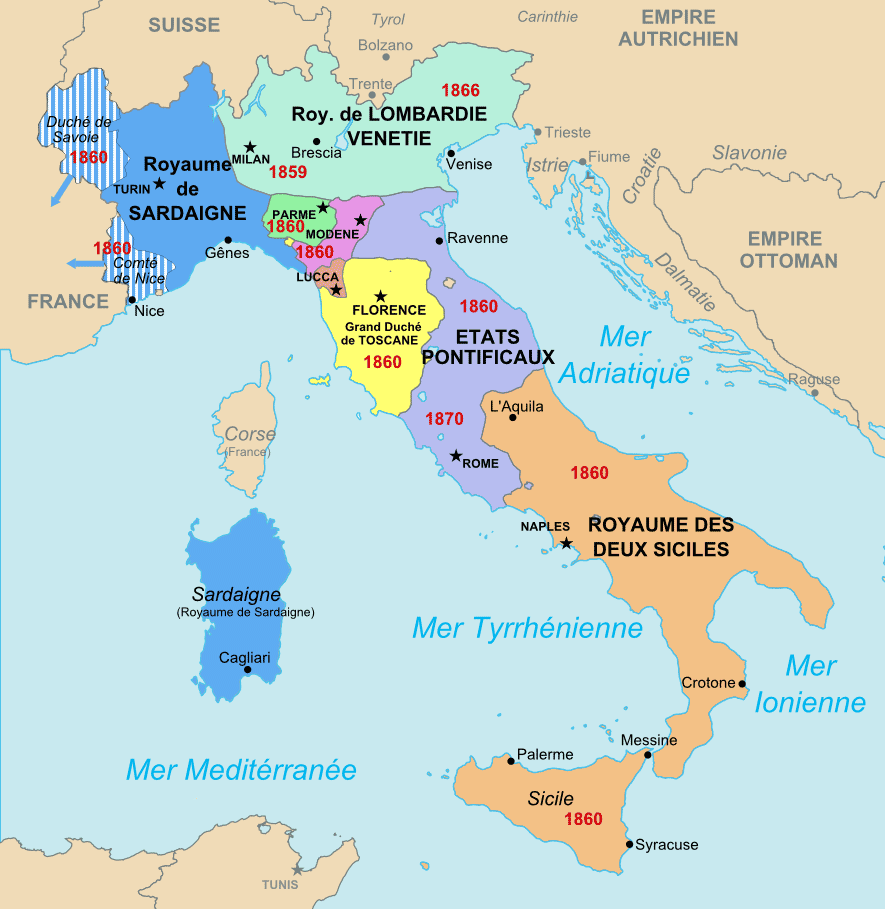
Modifications des frontières avec Nice et la Savoie qui sont annexés par la France en 1860.
Frontière au niveau du comté de Nice : ligne brune : frontière des Alpes-Maritimes actuelle ; en brun, territoire annexé en 1860 ; en jaune, territoire annexé en 1945.
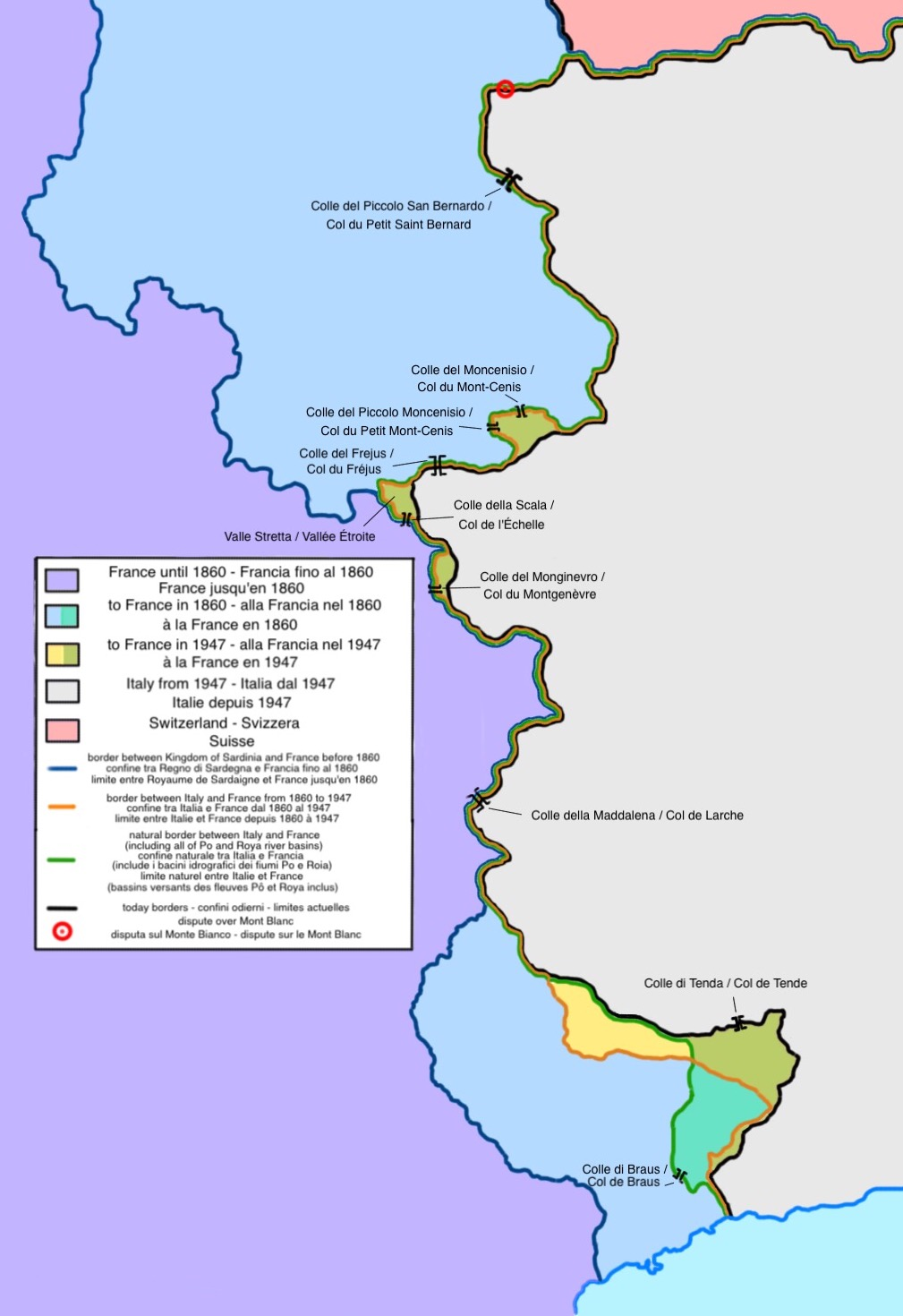
Évolution de la frontière entre la France et l'Italie de 1859 à 1947

### Frontière au mont Blanc
Du point de vue de la diplomatie italienne, au début du XXIe siècle un point restait à régler concernant le tracé de la frontière au sommet du mont Blanc.

## Communes françaises

### Haute-Savoie
Chamonix-Mont-Blanc, Saint-Gervais-les-Bains, Les Contamines-Montjoie.

### Savoie
Bourg-Saint-Maurice, Séez, Montvalezan, Sainte-Foy-Tarentaise, Tignes, Val-d'Isère, Bonneval-sur-Arc, Bessans, Val-Cenis, Avrieux, Modane.

### Hautes-Alpes
Névache, Montgenèvre, Cervières, Abriès-Ristolas, Molines-en-Queyras, Saint-Véran.

### Alpes-de-Haute-Provence
Saint-Paul-sur-Ubaye, Val d'Oronaye.

### Alpes-Maritimes
Saint-Étienne-de-Tinée, Isola, Valdeblore, Saint-Martin-Vésubie, Belvédère, Tende, La Brigue, Tende, La Brigue, Saorge, Breil-sur-Roya, Sospel, Castellar, Menton.

## Communes italiennes

### Vallée d'Aoste
Courmayeur, La Thuile, Valgrisenche, Rhêmes-Notre-Dame

### Ville métropolitaine de Turin
Ceresole Reale, Groscavallo, Barmes, Ussel, Novalaise, Montcenis, Vénaux, Jaillons, Exilles, Bardonnèche, Oulx, Clavières, Césane, Sauze de Césane, Prali, Bobbio Pellice

### Province de Coni
Crissolo, Pontechianale, Bellino, Acceglio, Argentera, Pietraporzio, Vinadio, Valdieri, Entracque, Limone Piemonte, Chiusa di Pesio, Briga Alta

### Province d'Imperia
Triora, Pigna, Rocchetta Nervina, Dolceacqua, Airole, Olivetta San Michele, Vintimille